# Eugen Albrecht
Eugen Albrecht (ur. 21 czerwca 1872 w Sonthofen, zm. 18 czerwca 1908 we Frankfurcie nad Menem) – niemiecki lekarz patolog.
Był synem weterynarza Michaela Albrechta (1843–1917) i Amalie Julii Hofer. Jego brat Hans Albrecht (1878–1944) był lekarzem ginekologiem, dyrektorem szpitala Czerwonego Krzyża w Monachium.
Studiował najpierw filologię, potem medycynę na Uniwersytecie Ludwika i Maksymiliana w Monachium od 1890 do 1896. W 1896 został asystentem w instytucie anatomicznym w Halle. W okresie 1897/98 pracował w stacji zoologicznej Antona Dohrna w Neapolu. Od 1898 był asystentem Ottona Bollingera w Monachium, w 1900 roku został prosektorem. Od 1904 kierował Instytutem Patologii we Frankfurcie. W 1907 założył czasopismo „Frankfurter Zeitschrift für Pathologie”. 
Zmarł w wieku 36 lat z powodu krwotoku z płuc w przebiegu gruźlicy. Wspomnienia o nim napisali August Knoblauch, Siegfried Oberndorfer i Paul Ehrlich.
Wprowadził do medycyny pojęcia hamartoma i choristoma.

## Wybrane prace
- Pathologie der Zelle (1902)
- Die "Ueberwindung des Mechanismus" in der Biologie. Biologisches Centralblatt 21, 4, s. 97–105 (1901)
- Vorfragen der Biologie. Wiesbaden, 1899
- Albrecht E, Schmaus H. Ueber Karyorhexis. Arch Path Anat 138, Suppl. H, s. 1–80 (1895)
- Zellularpathologie. Frankfurter Zeitschrift für Pathologie 1, s. 1–21 (1907)